# FIFA Online (jeu vidéo)
 (novembre 2019).
Si vous disposez d'ouvrages ou d'articles de référence ou si vous connaissez des sites web de qualité traitant du thème abordé ici, merci de compléter l'article en donnant les références utiles à sa vérifiabilité et en les liant à la section « Notes et références ».
FIFA Online est un jeu vidéo de football free to play développé et édité par Electronic Arts. Il est sorti en 2010 sur PC. Il n'est maintenant plus disponible en raison de la fermeture de sa version « Beta ».
Le jeu propose un mode en ligne permettant de défier d'autres joueurs. À noter qu'il existe un jeu portant le même titre et consacré au marché asiatique.

## Système de jeu
Le jeu se joue principalement à la souris, cependant quelques touches du clavier sont utiles pour certaines frappes (ex : Shift pour les tirs enroulés ou Ctrl pour les tirs lobés).
Il est également possible de jouer à ce jeu avec une manette compatible PC.